# Kanton Montbazens
Montbazens is een voormalig kanton van het Franse departement Aveyron. Het kanton maakte deel uit van het arrondissement Villefranche-de-Rouergue. Het werd opgeheven bij decreet van 21 februari 2014 met uitwerking op 22 maart 2015.

## Gemeenten
Het kanton Montbazens omvatte de volgende gemeenten:
- Brandonnet
- Compolibat
- Drulhe
- Galgan
- Lanuéjouls
- Lugan
- Maleville
- Montbazens (hoofdplaats)
- Peyrusse-le-Roc
- Privezac
- Roussennac
- Valzergues
- Vaureilles